# الساندرو پایولا
الساندرو پایولا (ایتالیایی: Alessandro Pajola؛ زادهٔ ۹ نوامبر ۱۹۹۹) بازیکن بسکتبال اهل ایتالیا است.
وی در مسابقات کشوری و بین‌المللی در مجموع برندهٔ ۱ مدال نقره، ۱ مدال برنز شده‌است.